# Avadhara
Avadhara (còn có tên khác là Auadhara; tiếng Gruzia: ავადჰარა; tiếng Abkhaz: Ауадҳара, Awadhara) là vùng khu nghỉ dưỡng ở Abkhazia, Gruzia. Khu nghỉ mát nằm trên sườn tây nam của Dãy Avadhara tại độ cao 1.600 mét (5.200 foot) so với mực nước biển. Đỉnh Avadhara có độ cao 2.960 mét (9.710 foot). Avadhara được bao quanh bởi rừng linh sam, vân sam và sồi. Khu vực này trải qua mùa hè mát mẻ và mùa đông tương đối lạnh.